# Loreto (Maranhão)
Loreto est une municipalité brésilienne située dans l'État du Maranhão.